# Sordina

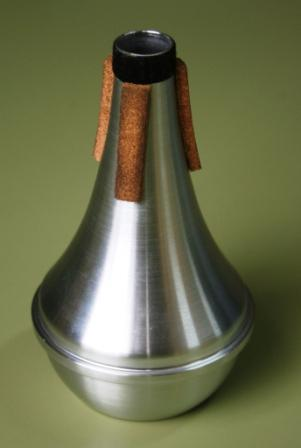
Sordina straight de aluminio para trompeta.

La sordina es el nombre que reciben los diversos mecanismos de reducción del volumen o modificación de las cualidades tímbricas del sonido, que puede adoptar diferentes nombres y formas y puede hacerse de diferentes materiales, dependiendo del instrumento. 
Las más conocidas son las de los instrumentos de viento metal, en particular las sordinas de la trompeta.
En el caso del piano vertical, el pedal de sordina consiste en una lámina de fieltro que, interpuesta entre los macillos y las cuerdas, reduce ostensiblemente el volumen sonoro.

## Trompeta
La sordina es un mecanismo que sirve para cambiar la calidad y atenuar el sonido producido por la trompeta. Tiene diferentes formas y materiales, como el caucho, el plástico, la madera o el metal, y encaja perfectamente en la campana del instrumento, aunque existen otros tipos de sordinas que no se acoplan (como la sordina desatascador). Suelen fabricarse de plástico o metal.
Las sordinas obstruyen los movimientos de las ondas sonoras en los metales, amplifican ciertos armónicos y reducen otros. Los trompetistas han experimentado con diversas formas de sordinas, desde insertar una mano en el pabellón (técnica ortodoxa en algunos metales clásicos) o incluso cubrir la campana con un bombín.
El desatascador ha dado al jazz los sonidos más vigorosos y vocalizados. Los trompetistas empleaban la goma de los desatascadores para obtener este efecto, de donde proviene el nombre del aparato. En esta técnica, se coloca la sordina sobre el pabellón y se varía el grado de cierre para producir un efecto de wah-wah.
La sordina straight (straight mute) produce los sonidos más suaves de la trompeta. Cilíndrica, se ajusta al pabellón. Se toca hacia el extremo abierto de la sordina y las ondas sonoras pasan a un material que llena el cilindro y absorbe el sonido.
La sordina cup (cup mute) es cónica, con forma de copa en el extremo más ancho, a veces recubierto de fieltro. Reduce el volumen y el tono incisivo de la trompeta, pero añade una cualidad más suave. Puede ajustarse la posición de la copa a la parte cónica para alterar la distancia del pabellón.
La sordina Wah-Wah, inventada en 1965, es un tubo de metal que se ajusta al pabellón y va sellado con un cuello de metal. Su timbre etéreo varía, dependiendo de cuánto se la introduzca en la sordina.
La sordina Harmon equivale a la sordina Wah-Wah, pero sin el cuello metálico instalado en su parte final.
La sordina electrónica como las de la serie Yamaha Silent Brass que permite que el sonido casi en su totalidad sea silenciado y canalizado electrónicamente a una salida de autio que puede ser usada con auriculares.

## Cuerdas
En los instrumentos de cuerda de la familia del violín, la sordina es una pieza que se coloca sobre el puente para «suavizar» su sonido.
Es famoso el uso de sordina en las cuerdas en la introducción del Romeo y Julieta de Prokófiev. Todas las cuerdas son con sordina (con sordini), con lo que el sonido aparece como surgiendo de la nada. El sonido llega a ser más suave y más lírico y fluido.
Existen sordinas especiales para practicar, llamadas de estudio o de hotel, que reducen fuertemente el volumen. Suelen ser más voluminosas y de metal, y también se fijan en el puente del instrumento. Recientemente, este tipo de sordinas se han llegado a intoducir en la música contemporánea, apareciendo en obras tan diversas como las de John Corigliano y Gérard Grisey.

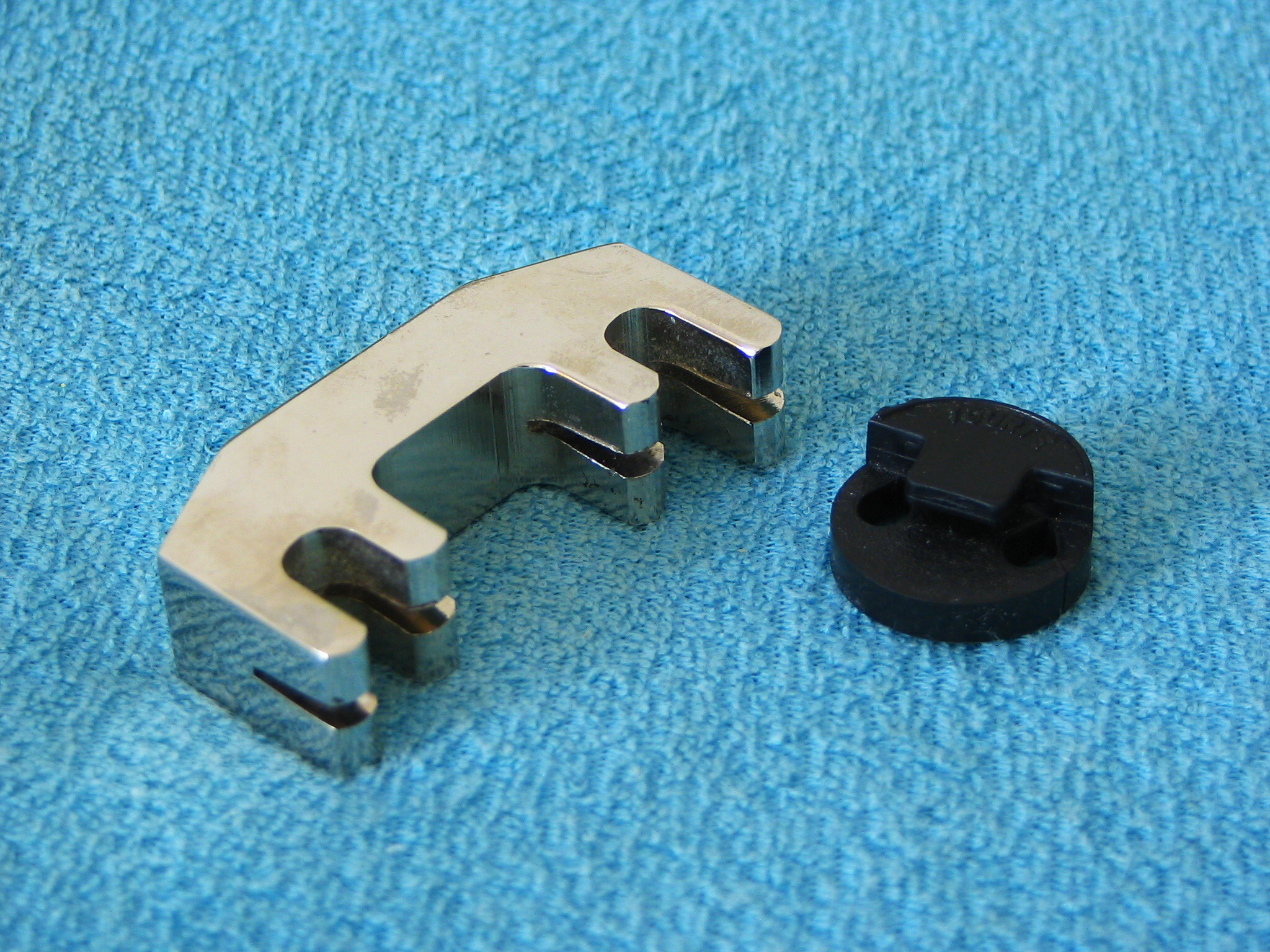
Dos tipos de sordinas para violín.
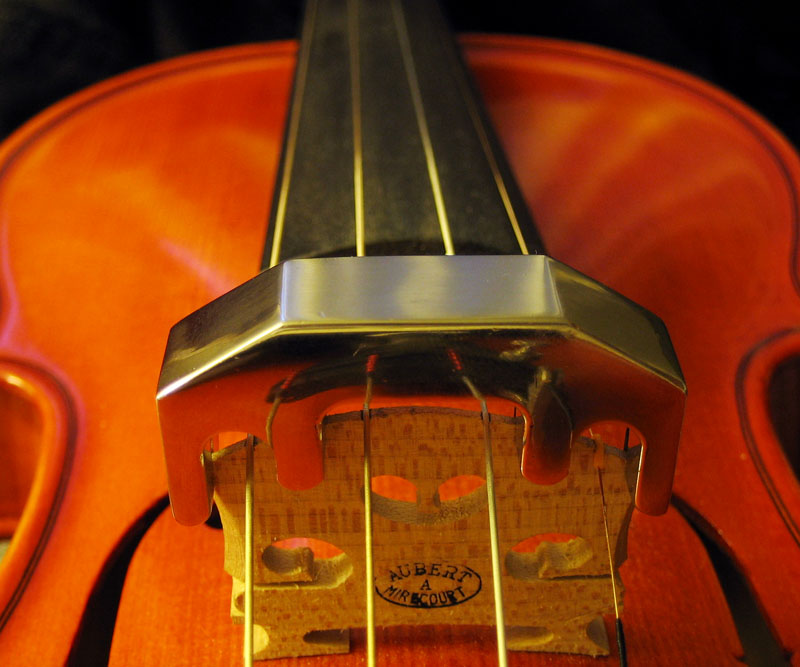
Sordina metálica para violín.
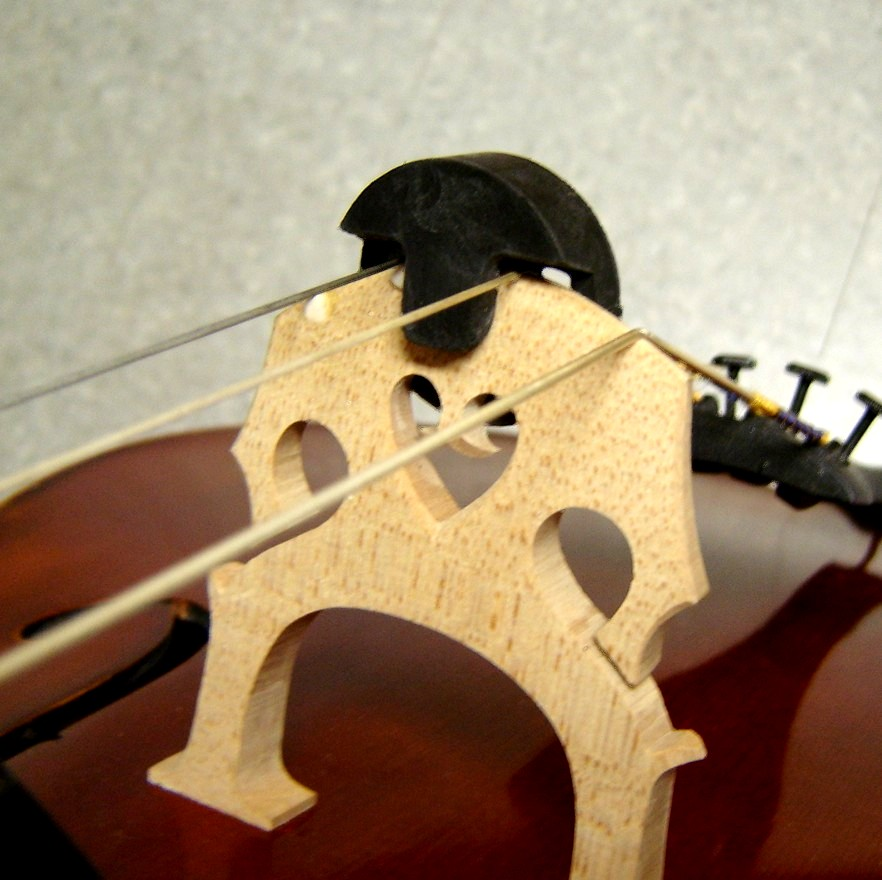
Sordina para violonchelo.